# Bobby-Gaye Wilkins
Bobby-Gaye Wilkins-Gooden (* 10. September 1988 im Manchester Parish als Bobby-Gaye Wilkins) ist eine jamaikanische Sprinterin, die sich auf den 400-Meter-Lauf spezialisiert hat.
Bei den Olympischen Spielen 2008 in Peking gewann sie mit der jamaikanischen Staffel Bronze in der 4-mal-400-Meter-Staffel, war aber nur im Vorlauf eingesetzt worden.
Bei den Leichtathletik-Hallenweltmeisterschaften 2010 erreichte sie im Einzelwettbewerb das Halbfinale. Als Startläuferin war sie Teil der jamaikanischen Staffel, die auf dem dritten Platz einlief. Die Bronzemedaille wurde nachträglich aberkannt, nachdem bei der Dopingprobe von Wilkins Andarine, eine Substanz aus der Klasse der Selektiven Androgen-Rezeptor-Modulatoren (SARM), nachgewiesen worden war. Es war der weltweit erste Fall von nachgewiesenem Doping mit SARM seit deren Verbot 2008. Bobby-Gaye Wilkins wurde für zwei Jahre gesperrt und ihre Resultate bei den Hallenweltmeisterschaften 2010 annulliert.

## Persönliche Bestzeiten
- 400 m: 50,87 s, 28. Juni 2008, Kingston
  - Halle: 52,46 s, 6. Februar 2010, Lincoln
- 800 m: 2:04,87 min, 22. März 2008, Kingston